# 용안 김씨
용안 김씨(龍安金氏)는 전북특별자치도 익산시 용안면을 관향으로 하는 한국의 성씨이며, 광산 김씨의 지파이다.
김덕령의 아들 김광옥은 전라도 익산군 용안면(현 익산시 용안면)에 숨어살며 본관(本貫)을 용안(龍安)으로 바꾸고 신분을 감추며 살았다. 그 뒤 김광옥은 외삼촌인 이인경(李寅卿)의 부임지인 평안도 안주군 운곡면 쇠꼴이로 이주하여 후손을 이어간다.
신라김씨 대종사(大宗史)와 양주김씨(陽州金氏)의 족보에 용안 김씨가 김덕령의 후손임이 밝혀져 있다.

## 과거급제자
- 김익수(金益秀, 1788 戊申生) : 생원진사시(生員進士試) 순조16년(1816) 식년시 일등(一等) 장원급제
- 김응간(金應簡, 1792 壬子生) : 생원진사시(生員進士試) 철종12년(1861) 식년시 삼등(三等)

## 같이 보기
- 광산 김씨
- 양주 김씨
- 김덕령